# 朴埇佑
朴埇佑（韓語：박용우，1971年3月16日—），韓國男演員，名字常被音譯為朴勇宇。

## 個人生活
2009年公開了與女友趙安初次相識時對她一見鍾情的往事，但最終因兩人離多聚少，很自然的感情轉淡，在相愛兩年後分手。
2012年出席Channel A《Shocking》節目中，自曝曾因自閉症而苦惱，不過現在已經完全克服。

## 經歷
MBC演員訓練班第24期學員（1994年）。1993年在連續劇《吳博士家的人們》中從兼職現場工作人員（大學時期打工）成為演員而出道。
朴埇佑出道時在熱門劇集《公寓》中扮演的追求崔真實的富家公子吸引了人們的目光，通過《陷阱》、《鋤暴特警3》以及《生死諜變》中的配角登上大螢幕。2005年，和車勝元合演的大型古裝驚悚恐怖片《血之淚》讓觀眾見識到了朴埇佑的個性演技。2006年，他在《甜蜜的恐怖戀人》中飾演了一位沒有成功戀愛過一次的大學英國文學講師，將男人的雙重性刻畫得入骨入髓。
2007年，同南宮民合演了犯罪驚悚片《美麗的星期天》及與韓彩英、嚴正花和李東健合作回響不錯的愛情片《現在是和相愛的人一起生活嗎？》，成為真正的主演級大明星。之後他又陸續演出了《孩子們》、《Papa》、《濟眾院》、《我的愛蝴蝶夫人》等作品。2013年，在新作《華頤：吞噬怪物的孩子》中首次挑戰大反派演技。

## 演出作品

### 電視劇
| - 1993年：SBS《吳博士家的人們》 - 1994年：SBS《真的愛你》 - 1995年：MBC《BEST劇場－將你的信保管在冷凍室》 - 1995年：MBC《BEST劇場－我的男友是American Style》 - 1995年：MBC《公寓》 - 1995年：MBC《奔》 - 1996年：KBS《故鄉的傳說之儉龍沼愛》 - 1996年：MBC《危險的愛》 - 1996年：MBC《應急室25時》 - 1996年：MBC《小站》 - 1996年：KBS《悲鳴》 - 1997年：KBS《青鳥》 - 1997年：MBC《英雄神話》 - 1998年：KBS《紙鶴》 - 1999年：MBC《BEST劇場－再見，奧黛麗赫本》 - 1999年：KBS《DRAMA CITY－兩隻風車一隻海螺》 - 1999年：SBS《愛情交響樂》又譯名《水晶》飾 英厚 | - 2001年：MBC《善姬與真姬》又譯名《恩怨兩姐妹》飾 崔俊燮 - 2003年：KBS《武人時代》飾 慶大升 - 2004年：KBS《愛情的條件》飾 全盛基 - 2005年：SBS《媽媽的全盛時代》 - 2010年：SBS《濟眾院》飾 黃正 - 2012年：SBS《我的愛蝴蝶夫人》飾 李祐在 - 2015年：SBS《人生追擊者李載求》飾 李載求 - 2018年：OCN《Priest》飾 文基善 - 2022年：MBC《Tracer (電視劇)》飾 吳英 - 2023年：ENA《能成為陌生人嗎》飾 韓道運（特別出演） - 2025年：U+Mobiletv《拿著手術刀的獵人》飾 胤調均 - 2025年：KBS《恩秀的好日子》飾 |

### 電影
- 1997年：《陷阱》飾 東佑
- 1998年：《赤裸並存在着》飾 勇宇
- 1998年：《鋤暴特警3》客串
- 1999年：《生死諜變》飾 漁成植
- 2000年：《愛的空間》飾 池東熙
- 2001年：《武士》飾 使行團翻譯官
- 2001年：《一路驚惶》客串
- 2002年：《戀愛小說》飾 哲賢
- 2004年：《超級明星甘先生》飾 棒球選手 客串
- 2005年：《搭訕的法則》飾 姜成謨
- 2005年：《血之淚》飾 金仁權
- 2006年：《寂靜的世界》飾 金刑警
- 2006年：《我的恐怖女友》飾 黃大宇
- 2006年：《為了霍洛維茨》飾 Pizza店老闆
- 2007年：《美麗的星期天》飾 姜民宇
- 2007年：《你現在跟心愛的人生活在一起嗎？》飾 民才
- 2008年：《京城往事》飾 金奉九
- 2009年：《手機》飾 鄭義橋
- 2011年：《孩子們》飾 姜志勝
- 2011年：《平壤城》客串
- 2012年：《Papa》飾 申春燮
- 2012年：《時間叢林》紀錄片
- 2013年：《華頤：吞噬怪物的孩子》飾 李昌镐（特别出演）
- 2013年：《成癮》記錄片（韓語旁白）
- 2014年：《春天》飾 俊九
- 2016年：《純情》飾 DJ享俊／成年範實
- 2018年：《Punk》
- 2021年：《獵魂者》飾 朴室長
- 2022年：《分手的決心》飾 浩信
- 2023年：《露梁：死亡之海》飾 丰臣秀吉（特别出演）

### 舞台劇
- 스 팅 (sting)

### MV
- 2000年：崔在勳《悲的rhapsody》

### CF
- 冰淇淋
- 咖啡飲料
- 蘆筍汁 (1997)
- 電玩 (1999)

## 獲得獎項
- 2003年：KBS演技大賞－優秀演技男演員獎《武人時代》
- 2005年：第13屆春史電影賞－最佳男配角獎《血之淚》

## 代言
- 2012年：第四屆文化節形象大使 (2012.06)

## 外部連結
- 韓國影迷CAFE （页面存档备份，存于）
- 個人迷你小窩[]